# Richard Jones (The Feeling)
Richard Jones é um músico britânico e baixista da banda de rock britânica The Feeling.